# 尖爪叢猴屬
尖爪叢猴屬（學名Euoticus），嬰猴科的一屬，包括北方尖爪叢猴和南方尖爪叢猴两種。